# Közönséges lajhármaki
A közönséges lajhármaki vagy bengál lajhármaki (Nycticebus bengaliensis) a főemlősök (Primates) rendjébe, azon belül a lajhármakifélék (Loridae) családjába tartozó faj.

## Előfordulása
Banglades, Bhután, India, Laosz, Kambodzsa, Kína, Mianmar, Thaiföld és Vietnám területén honos. Természetes élőhelyei az esőerdők.

## Megjelenése
Testhossza 26–38 centiméter, testtömege 1000-2100 gramm.
|  |